# Зортобе
Зортобе (каз. Зортөбе, до 2008 г. — Ворошилов) — аул в Сарыагашском районе Туркестанской области Казахстана. Входит в состав Жибекжолинского сельского округа. Код КАТО — 515461200.

## Население
В 1999 году население аула составляло 1285 человек (649 мужчин и 636 женщин). По данным переписи 2009 года, в ауле проживало 1576 человек (800 мужчин и 776 женщин).